# Siergiej Askoldow
Siergiej Aleksiejewicz Askoldow (Aleksiejew) (ros. Сергей Алексеевич Аскольдов (Алексеев); ur. w 1871 r. w Moskwie, zm. 23 maja 1945 w Poczdamie) – rosyjski, a następnie radziecki filozof, działacz religijny, pisarz i publicysta, wykładowca akademicki.

## Życiorys
Ukończył studia na wydziale fizyczno-matematycznym i filozoficznym uniwersytetu w Petersburgu. Podczas studiów działał w miejscowym stowarzyszeniu religijno-filozoficznym. Początkowo pracował jako chemik, ale szybko zaczął uczyć filozofii. W 1900 r. napisał publikację naukową pt. "Osnownyje problemy tieorii poznanija i ontołogii", zaś w 1914 r. "Mysl i  diejstwitielnost'". Od 1917 r. był profesorem uniwersytetu w Moskwie. W latach 1918–1920 mieszkał w Kazaniu. W 1921 r. założył w Piotrogradzie tajne stowarzyszenie o charakterze religijno-filozoficznym pod nazwą Stowarzyszenia S. A. Askoldowa, które w 1926 r. zostało przemianowane na Bractwo Św. Serafima Sarowskiego. Siergiej A. Askoldow w 1922 r. opublikował swoją główną pracę filozoficzną pt. "Wriemia i jego prieodolenije". Pisał artykuły do różnych pism (m.in. "Mysl", "Literaturnaja mysl", "Dostojewskij"). Wykładał też technologię chemiczną w leningradzkiej politechnice. W 1928 r. wraz z pozostałymi członkami swojej organizacji został aresztowany przez OGPU. Po procesie skazano go na karę kilku lat łagrów. Odbywał ją w Republice Komi. W 1935 r. uzyskał zgodę na zamieszkanie w Niżnym Nowogrodzie, gdzie zaczął uczyć matematyki w szkole średniej. Po ataku wojsk niemieckich na ZSRR 22 czerwca 1941 r., pozostał w mieście. Współpracował z okupantami w zakresie antykomunistycznej propagandy. Pracował w redakcji kolaboracyjnej gazety "Za Rodinu", która wychodziła w mieście Dno. W 1944 r. ewakuował się do Rygi, skąd przez Pragę przybył do Berlina. Napisał tam publikację pt. "Kritika dialekticzeskogo matierializma".